# جاي بي. لينوار
جاي بي. لينوار (بالإنجليزية: J. B. Lenoir)‏ هو مغني وعازف قيثارة أمريكي، ولد في 5 مارس 1929 في مسيسيبي في الولايات المتحدة، وتوفي في 29 أبريل 1967 في أوربانا في الولايات المتحدة بسبب نوبة قلبية.

## وصلات خارجية
- جاي بي. لينوار على موقع IMDb (الإنجليزية)
- جاي بي. لينوار على موقع ميوزك برينز (الإنجليزية)
- جاي بي. لينوار على موقع أول ميوزيك (الإنجليزية)
- جاي بي. لينوار على موقع ديسكوغز (الإنجليزية)
- جاي بي. لينوار على موقع كينوبويسك (الروسية)